# 体悬式驱动方式
体悬式驱动方式是铁路机车车辆使用的牵引传动装置类型之一，该驱动方式的特点是将牵引电动机安装在车体底架上，使牵引电动机成为位于二系悬挂之上的车体重量之一部分，而车体重量则通过二系和一系悬挂系统由轮对支承。架悬式驱动与体悬式驱动都属于全悬挂式驱动方式，两者的分别在于架悬式将牵引电动机悬挂在转向架构架，位于一系悬挂之上及二系悬挂之下；而体悬式将牵引电动机安装在车体，位于二系悬挂之上。
牵引电动机输出的旋转力矩需要经过传动减速装置传递到轮对上并产生牵引力，体悬式驱动装置需要适应车体与转向架之间以及转向架与轮对之间各方向相对位移。由于二系悬挂的静挠度一般比一系悬挂更大，安装在车体上的牵引电动机与轮对之间的动态位移，必然远大于安装转向架构架上的牵引电动机与轮对之间（架悬式驱动方式）的动态位移，因此可适应垂向、横向、纵向及各个回转方向运动的关节联轴器是传动装置的关键部件，这亦是体悬式驱动装置比其他牵引传动装置更为复杂的原因。
体悬式驱动方式可以将转向架的簧下重量减少至最低限度，不仅能改善机车车辆高速运行时的动力学性能，还有利于降低轮轨作用力，因此体悬式驱动方式主要被应用在高速铁路列车。牵引电动机在车体底架上可采用横向或纵向布置，横向布置为牵引电动机电枢轴与车轴平行设置，典型例子有TGV三爪万向轴驱动装置；纵向布置为牵引电动机电枢轴与车轴垂直设置，典型例子包括APT-P驱动装置、潘多利诺十字万向轴驱动装置等。

## 主要类型

### TGV三爪万向轴驱动装置
TGV三爪万向轴驱动装置（La transmission à cardan tripode）是福伊特公司为法国高速列车（TGV）开发研制的体悬式驱动装置，整套传动系统由体悬齿轮箱、三爪万向轴、车轴齿轮箱三大部分组成。牵引电动机以平行于车轴的方式安装在车体底架上，电枢轴输出的旋转力矩经小齿轮直接输入到体悬齿轮箱，体悬齿轮箱为带有一个中间齿轮的减速齿轮箱；由牵引电动机和体悬齿轮箱构成的驱动单元，以三点悬挂方式弹性地悬挂在车体底架上；体悬齿轮箱的输出端通过三爪万向轴连接装置，向车轴齿轮箱及轮对传递扭矩；车轴齿轮箱的一端以滚动轴承抱坐在车轴上，另一端以悬挂臂与转向架构架相连。由于牵引电动机采用了体悬式悬挂，使转向架自重及簧下重量得以大幅减轻，以TGV大西洋线列车为例，其转向架自重仅7.2吨，每轴一系簧下重量仅2.0吨。
这种驱动装置的特点是采用了三爪万向轴（又称三球销式滑动万向轴）作为两个齿轮箱之间的动力传递装置，能够补偿车体与转向架之间所有相对运动。这种万向轴最初是由法国格朗泽·史派沙公司（Glaenzer Spicer）为汽车传动而发明。三爪万向轴由两个十字万向节和一个中间联接装置构成，联接装置设有三球销凹槽的销套，三个带有滚动轴承的万向轴轴杆嵌在三球销凹槽内，销套内壁设有对应滚动轴承的三条沟槽，轴杆可以在销套内自由来回伸缩，最大伸缩位移可达±120毫米，而且滚动轴承滑动所产生的轴向摩擦力极小。
三爪万向轴驱动装置最初被应用在法国国家铁路试制的Z 7001型试验性电动车，最高运行试验速度达到了309公里/小时；根据其实验成果发展而成的TGV东南线高速列车（TGV-PSE），亦采用了这种被证明为性能优良可靠的传动装置。1981年2月，TGV-PSE列车在法国高速铁路东南线创造了380公里/小时的轮轨铁路速度纪录。后来出现的各种TGV高速列车及相关衍生车型均继承了三爪万向轴体悬式驱动装置，包括属于第二代的TGV大西洋线列车（TGV-A）、TGV路网列车（TGV-R）、大力士高速列车（Thalys PBA）、欧洲之星列车（TGV-TMST），属于第三代的TGV双层列车（TGV-D），以及属于第四代的TGV-POS列车、TGV-2N2列车。

### APT-P柔性浮动套驱动装置

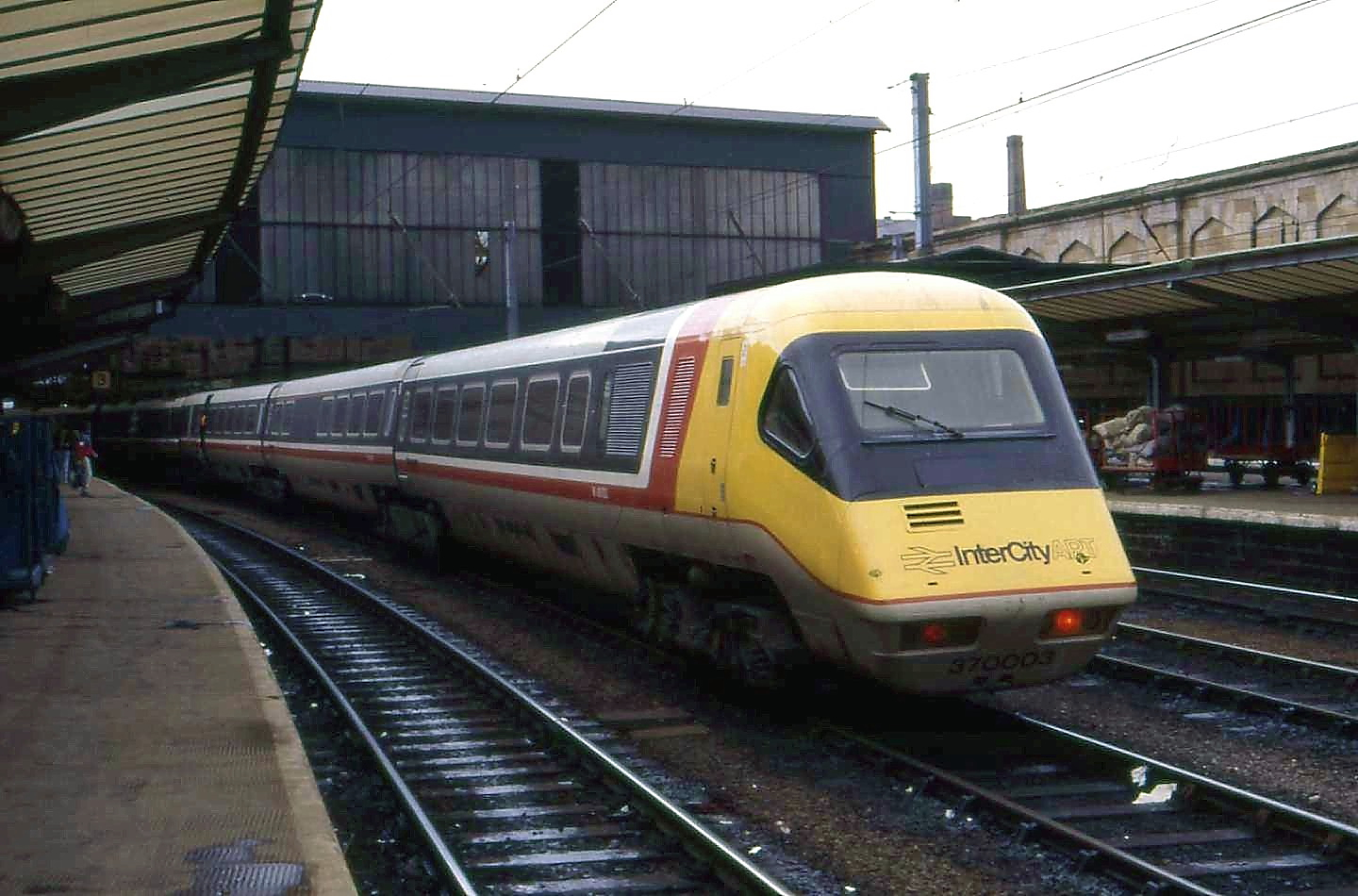
使用柔性浮动套驱动装置的APT-P高速列车

APT-P柔性浮动套驱动装置是德比铁路技术中心为英国铁路先进旅客列车（APT-P）开发的体悬式驱动装置，传动系统由传动减速齿轮箱、万向轴、车轴齿轮箱、柔性浮动套等几个部分组成。牵引电动机以纵向方式安装在车体内其中一侧，其电枢轴输出的扭矩首先输入到传动减速齿轮箱，减速齿轮箱输出法兰连接一根较长的斜向万向轴，向悬挂于转向架构架上的车轴锥齿轮箱传递扭矩，然后经过带有连杆机构的柔性浮动套驱动车轮。柔性浮动套与传统的轮对空心轴驱动方式相似，其结构形式实际上是一节短空心轴，空心轴两端设有五连杆万向节机构，分别与车轴齿轮箱和车轮心相连；柔性浮动套允许车轴与转向架之间的各向位移，最大垂向位移可达±35毫米。
柔性浮动套驱动装置被首先应用于APT-P高速列车的动力车上，其构造速度达到155英里/小时（250公里/小时），并且获得了令人满意的试验结果。虽然先进旅客列车开发计划最终夭折，但在此列车上许多已经过验证的先进技术，包括柔性浮动套驱动装置，被继承到后来用于“城际225”列车的英国铁路91型电力机车，但不同之处是牵引电动机改为悬挂在车体底架上，因而缩短了传动路线和万向轴长度。这种结构形式使得列车能够满足最小之簧下重量和转向架重量的目标，APT-P动力车的簧下重量仅1.5吨，而91型电力机车的簧下重量亦只有1.7吨。

### 潘多利诺十字万向轴驱动装置

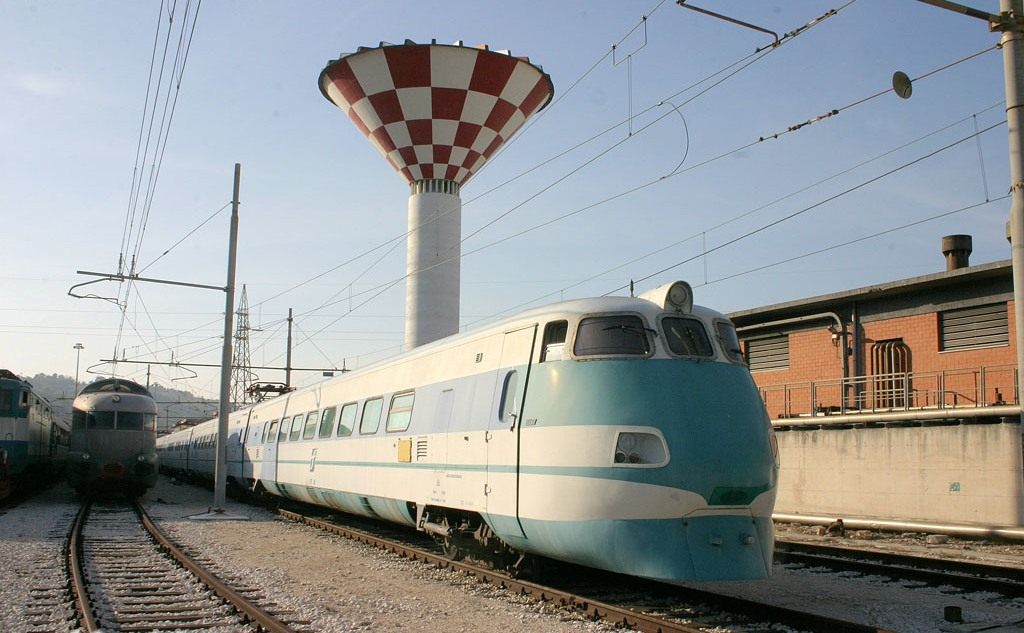
ETR 401型电力动车组

潘多利诺十字万向轴驱动装置是由意大利菲亚特公司铁路设备部门为“潘多利诺”系列高速列车而研制，牵引电动机以纵向方式悬挂在两个转向架之间的车体下部，通过一根可伸缩十字万向轴将转矩传递给车轴齿轮箱，万向轴的伸缩与转角功能可有效地补偿转向架和车体间的各向运动。车轴齿轮箱通过两对轴承支承在车轴上，齿轮箱采用单级圆锥齿轮传动，齿轮箱回转反作用杆通过橡胶弹性关节与转向架构架横梁连接，在齿轮箱两侧并且设置了盘式制动装置。在这种结构形式中，每个动力转向架只有内侧轮对为动轴，即只有一台牵引电动机和一套驱动装置，是结构最为简单的体悬式驱动装置。
1970年代，这种驱动装置最初被安装在Y 0160型试验性电动车上进行技术验证，最高试验速度达到了260公里/小时，为后来的“潘多利诺”系列动力分散摆式高速列车奠定了基础，包括ETR 401型电力动车组、ETR 450型电力动车组、ETR 460型电力动车组、ETR 470型电力动车组、ETR 480型电力动车组等。

### ICE半体悬式驱动装置
ICE半体悬式驱动装置是德国联邦铁路为城际快车（ICE）开发研制、介乎于全体承式和架承式之间的驱动方式。这种结构的主要特点是将牵引电动机、齿轮传动系统、基础制动装置集成为一体化的驱动制动单元，驱动制动单元的一端用橡胶关节吊挂在车体底架上，另一端通过两根设有橡胶关节的摆杆吊挂在转向架构架端梁上，即形成半体悬驱动方式。驱动制动单元可以作为一个整体实现与车体及转向架构架的联接，驱动制动单元的质量中心靠近转向架中间的悬挂点，使其约三分之二的质量由车体承担，约三分之一的质量由转向架构架承担。动力传递机构采用双侧六连杆万向节空心轴驱动装置，与德国联邦铁路120型电力机车的传动装置基本相同，大齿轮通过滚动轴承安装在固定空心轴（外空心轴）上，齿轮心与转动空心轴（内空心轴）用六连杆万向节联接，而转动空心轴另一端亦使用六连杆万向节与车轮联接，利用橡胶球铰的万向弹性补偿车体和转向架之间的相对运动。和其他体悬式驱动装置一样，半体悬式驱动装置的主要目的也是为了减轻簧下重量和一系簧上重量，ICE-1列车的动力转向架每轴簧下质量为2.2吨，而ICE-V列车的簧下重量更只有1.9吨。
半体悬式驱动装置在德国联邦研究及技术部（BMFT）研制的驱动质量可控转换转向架（Umkoppelbarer Antriebsmasse，“UmAm”）上被首次应用，并于1982年将其装用于一台DE2500型柴油机车进行高速试验，构造速度为250公里/小时，在定置滚动试验台的最高速度达到310公里/小时。1985年，试验型城际快车（ICE-V）交付德国联邦铁路并投入试验，其动力转向架基本沿用了“UmAm”高速转向架的结构，主要变化为将驱动制动单元的主动控制横向质量转换装置改为被动的液压减振器 ；1988年5月，ICE-V列车以406.9公里/小时的试验速度创造了轮轨铁路速度世界纪录。这种高速转向架经过大量试验研究及改良后，被应用于批量生产的ICE-1、ICE-2列車。
半体悬式驱动装置在中国也有应用例子。作为“八五”国家重点科技攻关项目的“高速动力车转向架研究”，由西南交通大学主持设计、联合铁路机车工厂研制，通过对比研究及论证分析各国电力机车的高速转向架，最终决定以德国ICE高速列车的动力转向架为参照对象，采用一体化驱动制动单元及轮对双空心轴驱动机构的设计。原型转向架经过改良后被应用于“蓝箭”和“中华之星”电力动车组，其中“中华之星”正线试验速度达到321.5公里/小时，试验台最高试验速度达到400公里/小时。

### 庞巴迪IGA驱动装置

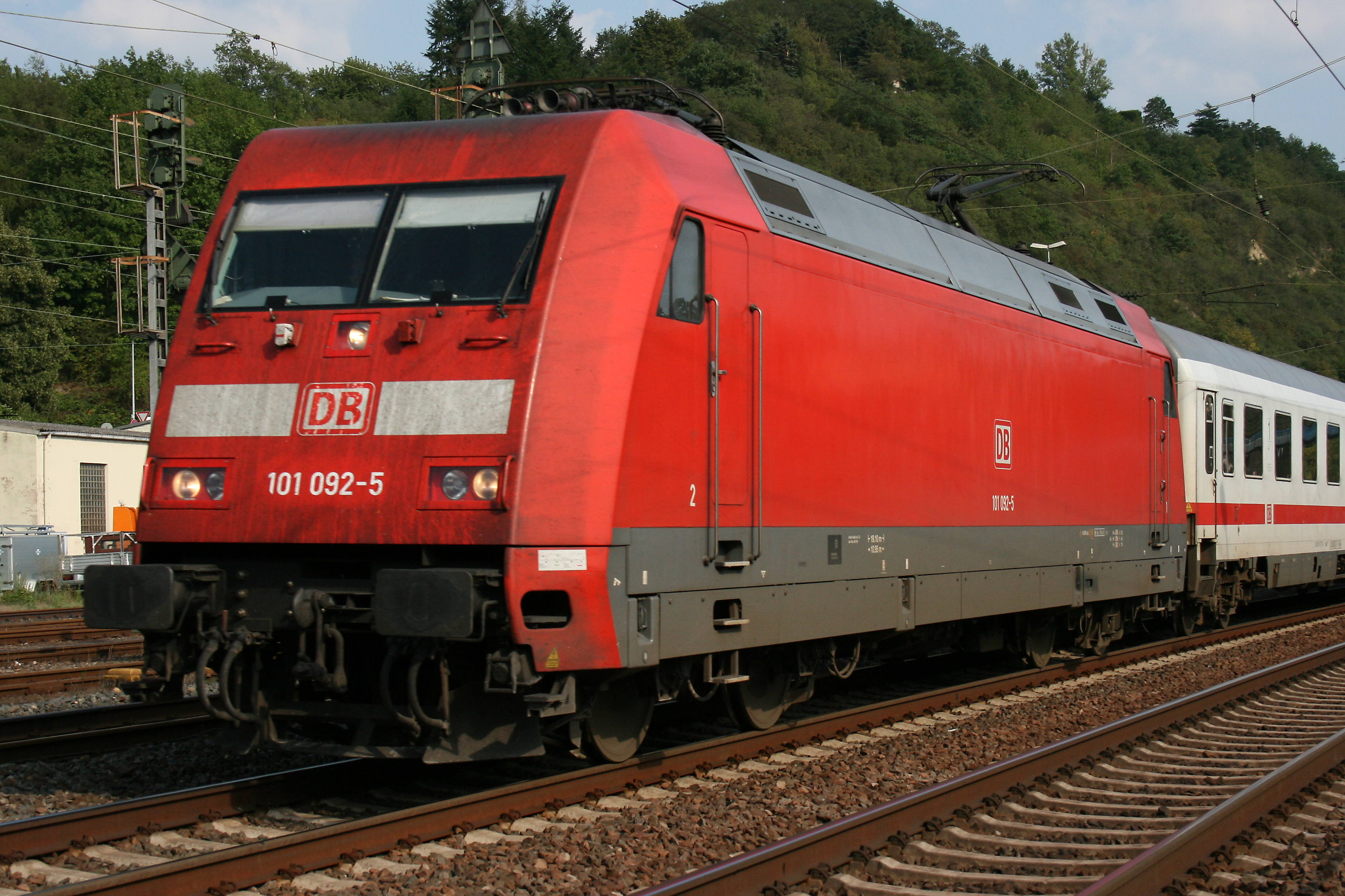
采用庞巴迪IGA驱动装置的德国铁路101型电力机车

为了研制新一代的交流传动高速客运电力机车来替代日渐老化的德国联邦铁路103型电力机车，德国ABB亨舍尔公司（1996年改组为Adtranz，并于2001年被庞巴迪公司收购）在双侧六连杆万向节空心轴驱动装置及上述的ICE半体悬式驱动装置的基础上，设计出同样采用半体悬结构并集成盘式制动的IGA驱动装置（Integrierten Gesamtantrieb），意为“整体集成驱动装置”。驱动装置靠近转向架中央的一侧通过一根辅助樑悬挂在车体底架上，而另一侧通过两根设有橡胶关节的摆杆吊挂在转向架构架端梁上；由于这种布置使转向架质量集中在旋转轴线周围，使得机车具有较好的曲线通过性能。为了有充分空间在空心轴上设置制动盘，因此在小齿轮和大齿轮之间加入中间齿轮，以加大了牵引电动机与空心轴间的距离；与传统的轮盘制动（在车轮上设置制动盘）相比，这种制动装置方案不会增加簧下重量，而且轮对横动对于闸片间隙的影响也十分轻微。
与同时期由AEG公司开发的“Gealaif”架悬式驱动装置相似，IGA驱动装置亦采用了承载式齿轮箱结构，将小齿轮及其轴承设置在齿轮箱内，牵引电动机的电枢轴输出端无轴承，只需通过弹性圆盘联轴器与小齿轮轴连接，从而大幅提高轴承的使用寿命。由于齿轮箱是一个与电动机连成一体的承载部件，因此齿轮箱还可以同时支承大齿轮和驱动轴承，省略了上一代六连杆空心轴驱动装置中的空心轴套，有利于进一步减轻转向架上的簧间重量。由于齿轮箱是一个与电动机连成一体的承载部件，因此齿轮箱还可以同时支承大齿轮和驱动轴承，省略了上一代六连杆空心轴驱动装置中的空心轴套，有利于进一步减轻转向架上的簧间重量；而在摒弃了笨重的空心轴套之后，驱动侧的六连杆机构可以改为设置在齿轮箱内侧，既缩短了空心轴的长度亦改善了六连杆机构的可维护性。
庞巴迪IGA驱动装置首先被应用于1996年面世的德国铁路101型电力机车，单轴持续功率为1600千瓦，构造速度可达220公里/小时；后来多种由庞巴迪生产并以101型电力机车为基础的出口车辆，包括意大利国铁E.464型电力机车、新泽西通勤铁路ALP-46型电力机车、ALP-45DP型双动力源机车等亦采用了IGA驱动装置。